# Stages
Stages er en dansk Robert-nomineret dokumentarfilm fra 2009 instrueret af Uffe Truust. Filmen følger rockbandet Dúné fra årene 2007 til 2009, fra øve aftener i ungdomsklubben, til de får studenterhuen på og flytter hjemmefra, og ud i verden på turné fra Tokyo over Moskva til Los Angeles. Det skete på baggrund af bandets debutalbum We Are In There You Are Out Here fra 2007, som høstede stor succes med blandt andet tre statuetter ved Danish Music Awards 2008.

## Historie
Filmen fik premiere ved Copenhagen International Documentary Festival (CPH:DOX), da den blev vist i Pumpehuset i København den 29. oktober 2009 forud for Dúnés koncert samme sted. Efterfølgende blev filmen vist forud for bandets næste 14 koncerter i Danmark, som opfølgning på albummet Enter Metropolis. Den er produceret af Beat Film i co-produktion med det amerikanske filmselskab Parts and Labor. Filmen er produceret med støtte fra Det Danske Filminstitut, i samarbejde med DR. Soundtracket til filmen, "The World Is Where We're Heading", udkom 12. oktober samme år på pladeselskabet New Gang of Robot's Rec. / Iceberg Records.
Stages udkom på DVD-Video den 1. marts 2010 med en minikoncert, video-blogs produceret af bandet, musikvideoer, ekstra scener, soundslide, bag om filmen og kommentarspor med hele bandet som ekstramateriale.
DR sendte filmen første gang i 2009, og den er flere gange blevet genudsendt, senest i februar 2013 hvor den blev vist på DR3.

## Handling
Filmen går helt tæt på de syv medlemmer af rockgruppen Dúné fra Skive. Barndomsvennerne Cille, Danny, Mattias, Malte, Piot, Simon og Ole er blot 18-år da deres karriere pludselig eksploderer på grund af debuten med We Are In There You Are Out Here, som lagde de danske anmeldere ned af ren benovelse. Man følger bandet rundt i verden på store koncertarenaer, samtidig med at den debuterende instruktør Uffe Truust følger dem i tykt og tyndt, og ikke mindst godt og ondt. Blandt andet kommer man helt tæt på keyboardspiller Ole Bjørn Sørensen som hudløst ærligt fortæller om sin opvækst på en gård udenfor Sparkær, og forældrenes efterfølgende skilsmisse.

## Modtagelse
Filmen fik mange roser af de danske anmeldere. Erik Jensen fra Politiken gav den fem ud af seks stjerner, og skrev blandt andet:
| Citat | Når ’Stages’ er endt med at blive en både betagende og sine steder rørende film, er forklaringen den ægthed og ærlighed, medlemmerne af Dúné skånselløst udsætter sig selv, hinanden og deres omgivelser for. | Citat |
|       | |       |

Gaffas Lars Löbner Jeppesen skrev: "...i forhold til hvor meget musikkens tilsyneladende fylder i de unge mennesker liv, er det egentlig overraskende, hvor lidt den fylder i filmen Stages" og kvitterede med at give filmen fire ud af seks stjerner. Thomas Søie Hansen fra Berlingske gav Stages maksimum stjerner, seks ud af seks, og skrev:
| Citat | ...et fremragende portræt af syv unge menneskers rejse fra store børn til unge voksne. De kommer fra trygge teenværelser og kastes ind i en voksenverden af sex, drugs & rock'n'roll. | Citat |
|       | |       |

Stages blev også nomineret til en Robert for årets lange dokumentarfilm.

## Medvirkende
- Malte Aarup-Sørensen
- Cecilie Dyrberg
- Danny Jungslund
- Mattias Kolstrup
- Ole Bjørn Sørensen
- Simon Troelsgaard
- Uffe Truust
- Piotrek Wasilewski